# Liparetrus vastus
Liparetrus vastus är en skalbaggsart som beskrevs av Britton 1980. Liparetrus vastus ingår i släktet Liparetrus och familjen Melolonthidae. Inga underarter finns listade i Catalogue of Life.